# Hendrik van Trégor
Hendrik van Trégor (circa 1110 - 1183) was van 1151 tot 1181 graaf van Trégor en van 1151 tot aan zijn dood heer van Goëlo. Hij behoorde tot het huis Rennes en was de stichter van het huis Avaugour.

## Levensloop
Hij was de derde zoon van graaf Stefanus I van Penthièvre uit diens huwelijk met Havise van Blois.
Hendrik oefende geen enkele verantwoordelijkheid uit voordat hij op 19 september 1151 huwde met Mathilde, dochter van graaf Jan I van Vendôme. Vervolgens kreeg hij een deel van zijn vaderlijke erfenis toegewezen: de graafschappen Trégor en Guingamp en de heerlijkheid Goëlo. Rond die tijd vestigde Hendrik zich met een van zijn concubines en meerdere prostituees in de Sainte-Croixabdij van Guingamp. Dit veroorzaakte een zo groot schandaal, dat paus Eugenius III en Jean de la Grille, de vroegere abt van de abdij en op dat moment bisschop van Saint-Malo, tussenbeide kwamen. Hendrik werd gedwongen om de abdij te verlaten en de macht over te laten aan Moyse, de legitieme abt van deze abdij.
In 1166 onthief zijn neef Conan IV van Bretagne hem van het graafschap Guingamp, dat hij na diens dood in 1171 wist terug te winnen. Nadat hertogin Constance van Bretagne in 1181 huwde met Godfried Plantagenet werden Guingamp en Trégor opnieuw in beslag genomen.
Hendrik van Trégor overleed rond 1183. Zijn zoon Alan I volgde hem op als heer van Goëlo.

## Nakomelingen
Hendrik en zijn echtgenote Mathilde kregen zes kinderen:
- Hendrik (1152)
- Alan I (1153/1154-1212), heer van Avaugour en Goëlo
- Geslin (overleden na 1239), heer van Coëtmen en seneschalk van Goëlo
- Conan (overleden tussen 1202 en 1214), heer van La Roche-Derrien
- Alix, huwde met burggraaf Conan I van Léon
- Mathilde, vrouwe van Plouha, huwde met Hervé Le Clerc